# Coureur des bois

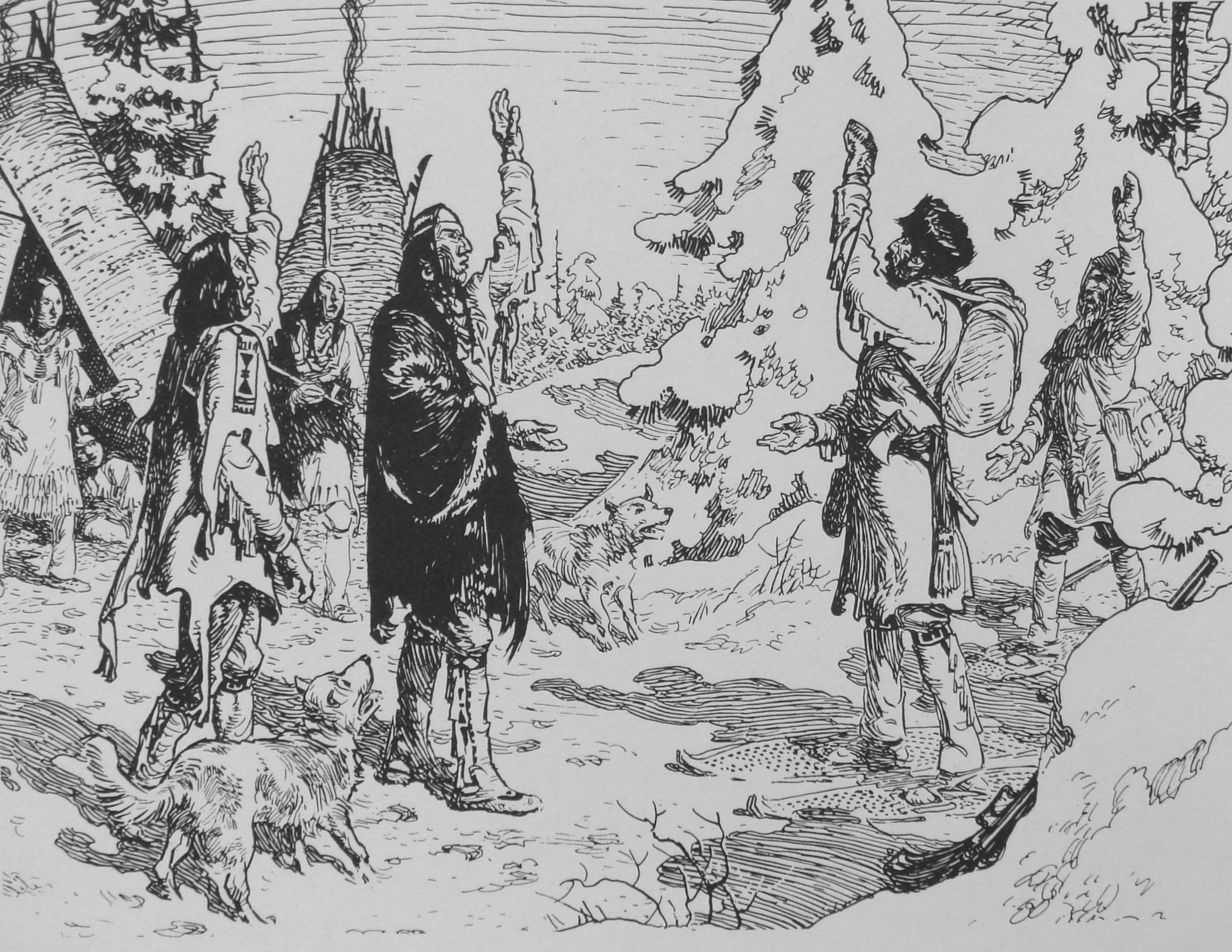
Llegada de Radisson a un campamento indígena de América del Norte, año 1660.

Corredor de los bosques (en francés: Coureur des bois) fue el término que se les dio a los primeros comerciantes de pieles en la colonia de la Nueva Francia a finales del siglo XVII y principios del XVIII. Eran aventureros descendientes de franceses que actuaban de forma individual y sin permiso de las autoridades francesas. 
Posteriormente, se les dio un número limitado de permisos para el comercio de pieles (congés), con lo que se transformaron en voyageurs (literalmente, en francés, «viajantes»).

## Antecedentes

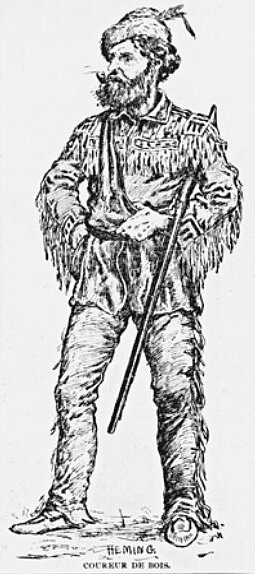
Corredores de los bosques, una talla en madera de Arthur Heming.

Los pueblos indígenas fueron esenciales para el desarrollo del comercio de pieles porque llevaban las pieles desde las regiones del interior de América del Norte (territorio francés, británico y, más tarde, estadounidense) a los puestos de comercio franceses, aunque los comerciantes de pieles también podían obtener las pieles adentrándose ellos mismos en esas regiones interiores.
Durante las épocas de hostilidades con los nativos, era más seguro para los comerciantes franceses que sus aliados nativos cazasen y trampeasen pieles, pero podían obtener más dinero aquellos que estuviesen dispuestos a adentrarse en los ríos interiores y lagos y traer de vuelta las pieles de castor ellos mismos.
Durante tiempos de paz, muchos hombres jóvenes en la Nueva Francia se sintieron atraídos por los altos beneficios y la aventura del comercio. Ellos fueron los empresarios, que trabajaban para sí mismos en vez de representar una empresa y que se les conoce como "Corredores de los bosques". En 1680, aproximadamente 500 corredores de los bosques estaban trabajando en la región del lago Superior tratando de prescindir de los intermediarios.
Durante el siglo XVII el comercio de pieles era muy lucrativo en la colonia de la Nueva Francia. La competencia era feroz y muchos colonos, partiendo de los asentamientos alrededor de Montreal, se arriesgaban a viajar hacia el oeste y el norte, cruzando el territorio hostil de los iroqueses, para llegar al «Pays d'en Haut» o tierra superior (el área alrededor de los Grandes Lagos) en busca de tramperos nativos con los que comerciar. Estos corredores de los bosques no eran bien vistos por las autoridades de Montreal y los oficiales reales, que desaprobaban que los colonos abandonasen las zonas rurales en desarrollo para buscar fortuna comerciando. Las autoridades francesas preferían dejar el transporte de las pieles en manos de los nativos y no en las de los colonos que, actuando de manera independiente y sin regulación alguna, sobreabastecían el mercado. Este tráfico irregular de pieles también minó el papel de Montreal como foco central del tráfico peletero, donde los marchantes podían intercambiar pieles de castor por artículos como ropa, mosquetes o cacharros de cobre. Algunos comerciantes ilegales también causaron problemas intercambiando pieles por alcohol.
Algunos corredores de los bosques se hicieron personajes muy conocidos, como Étienne Brûlé (c. 1592–c. 1633), Jean Nicolet (1598–1642), Médard des Groseilliers (1618–1696), Guillaume Couture (1617/8–1701), Pierre-Esprit Radisson (1636–1710), Louis Jolliet (1645–1700), Jean-Baptiste Chalifoux y Jacques de Noyon (1668–1745).

## Relación con los voyageurs

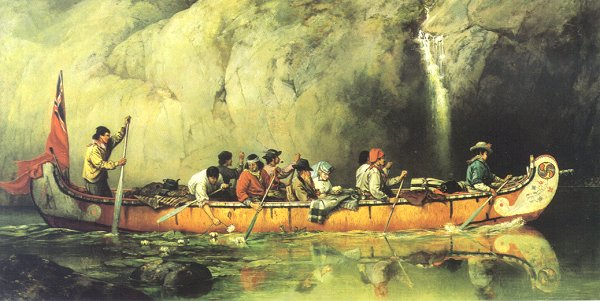
«Canoe Manned by Voyageurs Passing a Waterfall». Una obra de la pintora inglesa Frances Anne Hopkins (1838 –1919) que representa a un grupo de Corredores de los bosques.

En 1681 las autoridades francesas ya habían asumido que los comerciantes debían estar controlados para que la industria se mantuviese rentable. Por lo tanto, legitimaron y limitaron el número de Corredores de los bosques estableciendo un sistema de permisos (congés). Esta legalización creó una nueva generación de Corredores de los bosques: los voyageurs, que literalmente significa «viajeros». Este cambio de nombre se produjo por la necesidad de los marchantes legítimos de diferenciarse de los que no tenían licencia. Los voyageurs poseían un permiso o estaban aliados con un mercader de Montreal que tenía uno.
De esta manera, el comercio de pieles pasó a estar controlado por un pequeño número de comerciantes de Montreal. Entonces Nueva Francia comenzó una política de expansión en un intento de dominar el comercio peletero, y la influencia francesa se extendió hacia el oeste, el norte y el sur. Se construyeron fuertes y puestos comerciales con la ayuda de exploradores y comerciantes, y se negociaron tratados con los grupos nativos, con lo que el comercio de pieles se convirtió en una actividad organizada y sumamente lucrativa. El sistema también se fue haciendo más complejo, y los «voyageurs», muchos de los cuales habían sido comerciantes independientes, se fueron convirtiendo paulatinamente en trabajadores contratados.
En su mayor parte, los voyageurs formaban las tripulaciones contratadas para manejar las canoas que llevaban bienes y suministros a los puestos comerciales y puestos de encuentro (rendez-vous) (por ejemplo: Grand Portage) donde eran intercambiados por las pieles. Estas canoas circulaban a lo largo de rutas bien establecidas. Una vez realizado el canje, transportaban las pieles de vuelta a Lachine cerca de Montreal. Algunos «voyageurs» se quedaban en el bosque durante el invierno y transportaban las mercaderías desde los lugares de intercambio hasta los puestos de avanzada franceses más lejanos. Estos hombres fueron conocidos como los invernantes (hivernants). También ayudaban a gestionar el comercio entre las tribus nativas. En primavera transportaban las pieles desde esas remotas avanzadas a los puestos de encuentro. Los «voyageurs» también sirvieron como guías de los exploradores (como Pierre La Vérendrye). La mayoría de estos canoeros eran francocanadienses y/o métis. Normalmente provenían de la isla de Montreal o de señoríos y parroquias cercanas al río San Lorenzo. Bastantes eran miembros de tribus indias.
Los voyageurs fueron empleados muy valorados más adelante por las compañías comerciales, como la Compañía del Noroeste (North West Company, NWC, operativa entre 1779 y 1821) y la Compañía de la Bahía de Hudson (Hudson's Bay Company, HBC, fundada en 1670 y aún hoy operativa). Gracias a la efectividad de sus voyageurs, la NWC fue capaz de desafiar a la HBC y la HBC debió de emplear a sus propios voyageurs a partir de 1815 para competir con la NWC.
Los voyageurs son figuras legendarias, especialmente en el Canadá francés, héroes populares que son festejados en el folclore y en canciones. La realidad de sus vidas era más bien la de un trabajo muy duro. Por ejemplo, tenían que ser capaces de cargar con dos fardos de pieles de 40 kg; muchos sufrieron de hernias más que de cualquiera otra lesión.[cita requerida]
Los voyageurs que solo remaban entre Montreal y el Grand Portage, fueron conocidos como los «comedores de cerdo» (mangeurs de lard) por su dieta, muchas veces consistente en carne de cerdo salada. Hoy día se considera un apelativo despectivo. Aquellos que invernaban y comían de la tierra (principalmente pescado, pemmican y rubaboo) eran llamados «hombres del norte» (hommes du nord) o «invernantes» (hivernants). Se esperaba que los voyageurs trabajasen hasta 14 horas diarias y remasen a un ritmo de 55 paletadas por minuto.[cita requerida] Pocos sabían nadar y muchos se ahogaron en los rápidos o cuando fueron sorprendidos por las tormentas mientras atravesaban lagos grandes. Los lugares por los que a veces había que transportar por tierra las canoas y las rutas se indicaban a menudo mediante un código de señales propias en los árboles, que tenían sus ramas cortadas justo debajo de la copa.